# Edder Vaca
Edder Vaca (Guayaquil, Ecuador, 25 de diciembre de 1985) es un exfutbolista ecuatoriano que jugaba de mediocampista. 

## Trayectoria
Edder Vaca comenzó con el 3.er nivel del club Rocafuerte Fútbol Club de Guayaquil. Jugó en su equipo de altos funcionarios hasta 2004, cuando fue prestado a Barcelona Sporting Club para jugar en sus categorías superiores y los equipos sub-20. En 2005, fue prestado al Club Sport Emelec donde solo jugó 3 partidos, y luego fue al Club Deportivo El Nacional, en la categoría sub-20. En 2006 fue parte de la escuadra Deportivo Azogues que se promovió desde mediados de temporada de Serie B de Ecuador donde consiguió jugar 36 partidos. En 2007 estuvo en la Liga de portoviejo, jugó con Sociedad Deportivo Quito, donde haría una gran temporada y realizó múltiples asistencias. Llamó la atención de varios equipos como el ecuatoriano Liga de Quito. Durante el periodo de fichajes de invierno, fue trasladado a Liga de Quito, donde participó en el campeonato nacional y Copa Libertadores. En Liga marcó 6 goles en 13 partidos, y fue campeón de la Copa Libertadores 2008.
En el 2010 pasó al Independiente José Terán. Después de un breve paso en el club antes mencionado, para la temporada 2011 pasa a jugar en Liga de Loja. Después de tener una buena temporada en la Liga de Loja, es fichado por el Deportivo Quito para la temporada 2012. En 2013 regresa nuevamente a Liga de Loja. Edder Vaca acuerda con Centro Deportivo Olmedo para la segunda etapa de la Serie B 2013.

## Selección nacional
Vaca fue llamado varias veces a la Selección de fútbol de Ecuador. Marcó su primer gol con ellos en 2007 en un amistoso contra Suecia. Él estuvo como sustituto contra El Salvador en el que Ecuador ganó 5-1. A pesar de que solo ha jugado dos partidos con la selección, es visto como un prometedor jugador de su país.

## Clubes
| Club                     | País    | Año       |
| ------------------------ | ------- | --------- |
| Rocafuerte               | Ecuador | 2000-2004 |
| Barcelona SC             | Ecuador | 2004      |
| Emelec                   | Ecuador | 2005      |
| Deportivo Azogues        | Ecuador | 2006      |
| Deportivo Quito          | Ecuador | 2007      |
| Liga de Quito            | Ecuador | 2008-2009 |
| Independiente José Terán | Ecuador | 2010      |
| Liga de Loja             | Ecuador | 2011      |
| Deportivo Quito          | Ecuador | 2012      |
| Liga de Loja             | Ecuador | 2013      |
| Olmedo                   | Ecuador | 2013      |
| Mushuc Runa              | Ecuador | 2014      |
| Liga de Loja             | Ecuador | 2014      |
| Espoli                   | Ecuador | 2015      |
| Estudiantes del Guayas   | Ecuador | 2016      |
| Técnico Universitario    | Ecuador | 2016      |
| América de Ambato        | Ecuador | 2017-2018 |

## Palmarés

### Campeonatos nacionales
| Título             | Club      | País    | Año  |
| ------------------ | --------- | ------- | ---- |
| Serie B de Ecuador | CD Olmedo | Ecuador | 2013 |

### Campeonatos internacionales
| Título              | Club          | País    | Año  |
| ------------------- | ------------- | ------- | ---- |
| Copa Libertadores   | Liga de Quito | Ecuador | 2008 |
| Recopa Sudamericana | Liga de Quito | Ecuador | 2009 |
| Copa Sudamericana   | Liga de Quito | Ecuador | 2009 |